# Lara Corrochano
Lara Corrochano (Madrid, 3 de febrero de 1973) es una actriz española de cine y televisión, reconocida por interpretar el papel de Marina Lara en la serie Hospital central. Además de su carrera en la actuación, Lara es la fundadora de Brillando con Lara, un proyecto que combina su experiencia artística y formación en Psicología y Coaching para ofrecer acompañamiento emocional a artistas y profesionales, enfocándose en la inteligencia emocional y la transformación personal.

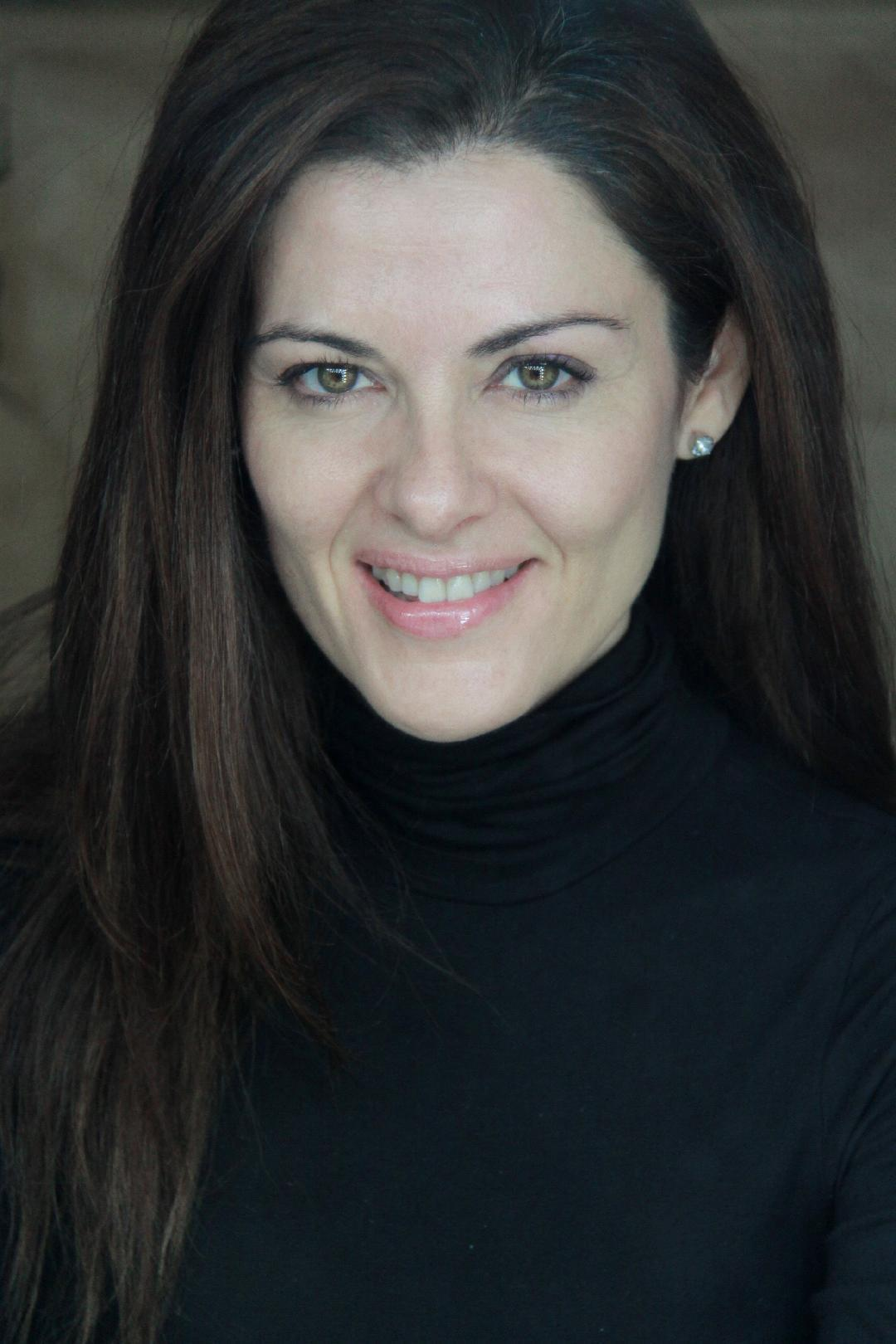

## Carrera
Lara Corrochano debutó como actriz a comienzos de la década de 1990. En 1993 tuvo un pequeño papel en la serie de televisión Para Elisa. En la década de 2000 participó en algunos cortometrajes hasta que logró repercusión en su país al interpretar el papel de Marina Lara en la popular serie de televisión Hospital Central. En la década de 2010 participó en unos de los comerciales más importantes del año "Embrace life", el cual consiguió el premio al mejor anuncio de YouTube de ese año entre otros. Durante esa década también figuró en algunos cortometrajes, largometrajes y series de televisión Centro médico, Gigantes y Amar en tiempos revueltos. En 2015 participó en la película de suspenso colombiana Fábula de una conspiración.

## Filmografía

### Cine y televisión
CINE
- 2024 - Boreal (largometraje) Pelayo Muñiz.
- 2024 - Mi Tio Pepe (cortometraje) Gabriel Lúgido.
- 2023 - In Albis (largometraje) Daniel Cabrero.
- 2022- Rainbow (largometraje) Paco León.
- 2021 -EOA Génesis" (cortometraje), dirección de LS David.
- 2021 -"Amigas" (cortometraje), dirección de Gabriel Lúgido.
- 2019 -Pastillas (cortometraje), dirección de Fernando Simarro. Producida por Halloween Films.
- 2019 -Habitación vacía(cortometraje), dirección de Mónica Negueruela.
- 2019 - Abuelos dirección de Santiago Requejo (largometraje). Producida por 2:59 Films
- 2019 - Muero por volver dirección de Javier Marco (cortometraje). Producida por White Leaf Producciones
- 2019 - La habitación Blanca (cortometraje), dirección de Carlos Moriana. Producida por Eye Slice Pictures.
- 2018 - La teoría del sueño (cortometraje), dirección de Rubén Barbosa. Producida por The Glow y Overview Studio
- 2018 - Los Gritos Borrados (cortometraje), dirección de Alejandro Chacón
- 2017 - 3 gramos de fe (cortometraje), dirección de José Antonio Campos. Producida por DLEP Producciones.
- 2016 - Qué sabe el diablo (cortometraje), dirección de Andrés Menéndez
- 2016 - Cosmética Terror, dirección de Fernando Simarro. Producida por Halloween Films
- 2015 - Revenge Strategy, dirección de Carlos Varela. Producida por Carlitos Chance
- 2015 - Herederas (cortometraje), dirección de José María Martínez. Producida por Calabazas Films
- 2014 - Princesa rota: Orígenes, dirección de Fernando Corta. Producida por Cignus Producciones
- 2014 -  Ministro (cortometraje), dirección de Victor Cerdán.
- 2012 - La cantera dirección de Joseba Alfaro.
- 2010 - El largo regreso a Córdoba (cortometraje), dirección de Manuel Luna. Producida por El Sur Producciones
- 2005 - Adiós mi muñeca (cortometraje), dirección de Javier Rodríguez Sordo

TELEVISIÓN
- 2024 - Machos Alfa,  dirección de Roberto Monje. Producida por Contubernio Films.
- 2020 -La Caza Tramuntana, dirección de Rafael Montesinos. Producida por DLO Producciones.
- 2019 - Servir y Proteger,  dirección de Nacho Guilló. Producida por Plano a Plano.
- 2019 - Las chicas del cable, dirección de Antonio Hernandez y Roger Rual.Producida por Bambú Producciones.
- 2019 - El pueblo dirección de Roberto Monge. Producida por Contubernio S.L.
- 2018 - Gigantes , dirección de Jorge Dorado. Producida por La Zona Producciones para Movistar+
- 2016/2017/2018 - Centro médico  dirección de Raquel Barrero, Jota Cortés, Eva Bermúdez y Cristina Escudero. Producida por Zeta Producciones.
- 2013 - Amar es para siempre, dirección de Eduardo Casanova. Producida por Diagonal TV
- 2012 - Secretos y mentiras, dirección de Mapi Laguna. Producida por Tele5
- 2010 - Embrace life (comercial), dirección de Daniel Cox.
- 2010 - Hispania, la leyenda, dirección de Carlos Sedes. Producida por Bambú Producciones
- 2008 - La que se avecina, dirección de Laura Caballero. Producida por Tele5
- 2006 - Hospital Central , dirección de Javier Pizarro. Producida por Videomedia
- 2006 - Los simuladores , dirección de Manuel Tera. Producida por Notro Films
- 2003 - Un paso adelante, dirección de Ernesto Pozuelo. Producida por Globomedia
- 2002 - La caja 507, dirección de Enrique Urbizu.
- 2000 - La gran vida ,dirección de Antonio Cuadri. Producida por Beso Beso Producciones
- 1993 - Para Elisa, dirección de José Antonio Arévalo. Producida por RTVE